# خسوف القمر يناير 2001
| الخسوف الكلي للقمر يناير 2001                                                                          | الخسوف الكلي للقمر يناير 2001 |
| --- | ----------------------------- |
| يمر القمر من الغرب إلى الشرق (من اليمين إلى اليسار) عبر ظل الأرض المظلي، كما هو موضح في فترات كل ساعة. |                               |
| سلسلة (وعضو)                                                                                           | 134 (26 من 73)                |
| جاما                                                                                                   | 0.3720                        |
| ضخامة                                                                                                  | 1.194                         |
| المدة (hr: mn: sc)                                                                                     |                               |
| الكلية                                                                                                 | 1:01:02                       |
| جزئي                                                                                                   | 3:16:19                       |
| Penumbral                                                                                              | 5:11:02                       |
| جهات الاتصال ( UTC )                                                                                   |                               |
| P1 | 17:45:04                      |
| U1 | 18:42:27                      |
| U2 | 19:50:05                      |
| أعظم                                                                                                   | 20:20:35                      |
| U3 | 20:51:07                      |
| U4 | 21:58:45                      |
| ص 4 | 22:56:06                      |
| مر القمر مباشرة عبر مركز ظل الأرض عند العقدة الهابطة في برج الجوزاء.                                   |                               |

حدث خسوف كلي للقمر في 9 يناير 2001، وهو الأول من ثلاثة خسوف للقمر في عام 2001. شهد كسوف كلي ضحل القمر في ظلام نسبي لمدة ساعة ودقيقة وثانيتين. كان القمر يمثل 19.4٪ من قطره في الظل المظلم للأرض، وكان يجب أن يكون مظلماً بشكل كبير للمشاهدين في جميع أنحاء أوروبا وإفريقيا وآسيا. استمر الكسوف الجزئي لمدة 3 ساعات و 16 دقيقة و 19 ثانية إجمالًا، وكان مرئيًا في أجزاء من شمال شرق أمريكا الشمالية وأستراليا. إنه الخسوف الكلي الوحيد للثلاثة. كان مرئيًا فوق آسيا وغرب أستراليا مع حدوث كسوف متوسط في الشرق الأوسط عند منتصف الليل.

## خسوف القمر ذات الصلة

### كسوف 2001
- خسوف كلي للقمر في 9 يناير.
- كسوف كلي للشمس في 21 يونيو.
- خسوف جزئي للقمر في 5 يوليو.
- كسوف حلقي للشمس يوم 14 ديسمبر.
- خسوف قمري شبه خافت في 30 ديسمبر.

### دورة نصف ساروس
سوف يسبق خسوف القمر خسوف الشمس ويتبعه 9 سنوات و 5.5 أيام ( نصف ساروس ). يرتبط خسوف القمر هذا بخسوفين حلقيين للشمس من سولار ساروس 141.

## روابط خارجية
- دورة ساروس 134
- 9 يناير، 2001 معرض خسوف القمر
- ناسا 2001 09 يناير: الخسوف الكلي للقمر
- إجمالي خسوف القمر يُرى من كيب تاون[وصلة مكسورة] الخسوف الكلي للقمر، 9 يناير 2001.